# Sofia Luísa de Württemberg-Winnental
Sofia Luísa de Württemberg-Winnental (Estugarda, 19 de fevereiro de 1642 – Bayreuth, 3 de outubro de 1702) foi uma marquesa de Brandemburgo-Bayreuth e princesa de Württemberg-Winnental. Era mãe da princesa Cristiana Everadina de Brandemburgo-Bayreuth, esposa do rei Augusto II da Polónia e mãe do rei Augusto III da Polónia. É uma antepassada de várias famílias reais europeias, nomeadamente a espanhola e a francesa.

## Origens e família
Sofia era a quarta filha do primeiro casamento do duque Everardo III de Württemberg com a princesa Ana Catarina de Salm-Kyrburg. Tinha mais treze irmãos e dez meios-irmãos, fruto do segundo casamento do pai com a princesa Maria Doroteia Sofia de Oettingen, sendo o mais conhecido o duque Guilherme Luís de Württemberg, que sucedeu ao pai como duque em 1674.

## Casamento e descendência
Sofia Luísa casou-se com o marquês Cristiano Ernesto de Brandemburgo-Bayreuth a 8 de Fevereiro de 1671, quando tinha vinta-e-nove anos, uma idade considerada bastante tardía para casar na época. Apesar disso, o casal teve seis filhos, três dos quais chegaram à idade adulta:
1. Cristiana Everadina de Brandemburgo-Bayreuth de Brandemburgo-Bayreuth (29 de Dezembro de 1671 – 5 de Setembro de 1727); casada com o rei Augusto II da Polónia; com descendência.
2. Leonor Madalena de Brandemburgo-Bayreuth (24 de Janeiro de 1673 – 13 de Dezembro de 1711); casada com Hermann Frederico, marquês de Hohenzollern-Hechingen; com descendência.
3. Cláudia Leonor de Brandemburgo-Bayreuth (4 de Julho de 1675 – 11 de Fevereiro de 1676), morreu aos sete meses de idade.
4. Carlota Emília de Brandemburgo-Bayreuth (4 de Junho de 1677 – 15 de Fevereiro de 1678), morreu aos seis meses de idade.
5. Jorge Guilherme de Brandemburgo-Bayreuth (26 de Novembro de 1678 – 8 de Dezembro de 1726), sucedeu o pai como marquês de Bayreuth; casado com a princesa Sofia de Saxe-Weissenfels; com descendência.
6. Carlos Luís de Brandemburgo-Bayreuth (21 de Novembro de 1679 – 7 de Abril de 1680), morreu aos cinco meses de idade.

## Morte e legado
Sofia Luísa morreu 3 de Outubro de 1702, aos sessenta anos de idade. A sua filha mais velha, Cristiana, acabaria por conseguir um casamento muito vantajoso com o príncipe-eleitor Augusto da Saxónia que foi nomeado rei da Polónia em 1697. Algumas das bisnetas mais conhecidas de Sofia Luísa incluíam a princesa Maria Amália da Saxónia, casada com o rei Carlos III de Espanha, Maria Ana Sofia da Saxónia, casada com o príncipe-eleitor Maximiliano III José da Baviera e a princesa Maria Josefa da Saxónia, mãe do rei Luís XVI de França.

## Genealogia
| Sofia Luísa de Württemberg-Winnental | Pai: Everardo III de Württemberg  | Avô paterno: João Frederico de Württemberg | Bisavô paterno: Frederico I, Duque de Württemberg     |
| Sofia Luísa de Württemberg-Winnental | Pai: Everardo III de Württemberg  | Avô paterno: João Frederico de Württemberg | Bisavó paterna: Sibila de Anhalt                      |
| Sofia Luísa de Württemberg-Winnental | Pai: Everardo III de Württemberg  | Avó paterna: Bárbara Sofia de Brandemburgo | Bisavô paterno: Joaquim III Frederico de Brandemburgo |
| Sofia Luísa de Württemberg-Winnental | Pai: Everardo III de Württemberg  | Avó paterna: Bárbara Sofia de Brandemburgo | Bisavó paterna: Catarina de Brandemburgo-Küstrin      |
| Sofia Luísa de Württemberg-Winnental | Mãe: Ana Catarina de Salm-Kyrburg | Avô materno: Otto II de Salm               | Bisavô materno: João VIII de Salm                     |
| Sofia Luísa de Württemberg-Winnental | Mãe: Ana Catarina de Salm-Kyrburg | Avô materno: Otto II de Salm               | Bisavó materna: Ana de Hohenlohe-Waldenburg           |
| Sofia Luísa de Württemberg-Winnental | Mãe: Ana Catarina de Salm-Kyrburg | Avó materna: Doroteia de Solms-Laubach     | Bisavô materno: João Jorge I de Solms-Laubach         |
| Sofia Luísa de Württemberg-Winnental | Mãe: Ana Catarina de Salm-Kyrburg | Avó materna: Doroteia de Solms-Laubach     | Bisavó materna: Margarida de Schönburg-Glauchau       |